# Lishanid Noshan
El Dialecto neoarameo judío Inter-Zab, o simplemente Lishanid Noshan (literalmente, 'nuestro idioma'), llamado también Lishana Didan en ciertas ocasiones, es un dialecto del neoarameo nororiental, clasificado dentro de los dialectos judeo-arameos. Se hablaba originalmente por comunidades judías del Kurdistán iraquí, especialmente en el área de Erbil, entre los ríos Gran Zab y Pequeño Zab y en la región de Gzirto, en Turquía. La gran mayoría de hablantes actualmente viven en Israel.

## Historia
Como resultado del Exilio Babilónico, los judíos que desarrollaron sus propios dialectos dialectos del neoarameo se asentaron en una amplia zona, que abarca desde el Lago Urmia en Irán hasta el Lago de Van en Turquía, incluyendo los alrededores de Mosul, Zakho y Sanandaj. Existen dos grupos dialectales principales del judeo-arameo: uno en el norte, llamado Lishán Didán, centrado en Urmia y Salmas (en la Provincia de Azerbaiyán Occidental, Irán) hasta el Lago de Van, y otro en el sur, concentrado en Mahabad.
El Lishanid Noshan consta también de dos dialectos principales. Uno de ellos es el dialecto hablado en Erbil y el otro es el dialecto hablado en Koy Sanjaq. Las personas que hablan estos dos dialectos pueden entenderse muy fácilmente, ya que las diferencias se deben principalmente a la inclusión de palabras extranjeras, especialmente del árabe y el kurdo. La inteligibilidad con el Lishán Didán es un poco limitada y aún más si es con los dialectos hablados por cristianos asirios.
Con ambas guerras mundiales y el establecimiento del Estado de Israel, los judíos de Kurdistán que se asentaron en Israel se adaptaron al hebreo moderno. Aunque las nuevas generaciones hablan hebreo, actualmente quedan menos de 3.000 hablantes nativos del dialecto, la mayoría de ellos mayores de 40 años. Esta lengua está en peligro de extinción en las próximas décadas.